# Johann Albers (Politiker, 1890)
Johann Friedrich Albers (* 16. Oktober 1890 in Jever; † 19. April 1964 ebenda) war ein deutscher Politiker (FDP).

## Leben und Beruf
Albers war der Sohn des friesischen Kleinbauern und Arbeiters Karl Albers und dessen Ehefrau Margaretha geb. Hellmerichs. Nach dem Besuch der Volksschule absolvierte Albers eine Ausbildung im Schmiedehandwerk, bildete sich anschließend an einer Fachschule weiter und bestand später die Prüfung als Schmiedemeister. Ab 1913 war er als selbständiger Schmiedemeister in Jever tätig und bewirtschaftete einen landwirtschaftlichen Nebenbetrieb. Außerdem wirkte er bereits zu dieser Zeit in führenden Ämtern der Handwerkerschaft. Von 1923 an war er Kammermitglied in der Vollversammlung der Handwerkskammer Oldenburg. Im Jahr 1933 wurde er aus allen Ämtern entfernt und verhaftet.
Nach Kriegsende wurde er im Jahr 1945 Schmiedeobermeister und Kreishandwerksmeister und nach seinem Wiedereintritt von 1948 bis 1951 Vorstandsmitglied und zuletzt Ehrenobermeister der Handwerkskammer Oldenburg.

## Politik und öffentliche Ämter
Zunächst war Albers Mitglied der Freisinnigen Volkspartei. Im Jahr 1919 wurde er Mitglied der Deutschen Demokratischen Partei bis zu deren Verbot. Während der Zeit des Nationalsozialismus war er als überzeugter Demokrat vielfältigen Schikanen ausgesetzt, was dazu führte, dass er 1933 alle Partei- und Ehrenämter niederlegen musste. Ab 1945 war er wieder Mitglied in der Deutschen Demokratischen Partei und Mitarbeiter von Theodor Tantzen. Als dessen enger Vertrauter war Albers vom 30. Januar 1946 an Mitglied des Ernannten Oldenburgischen Landtages und amtierte ab dem 10. April 1946 als dessen Präsident. Dem Niedersächsischen Landtag gehörte er von 1946 bis 1959 an. Vom 11. Juni 1947 bis zum 9. Juni 1948 amtierte er als Minister ohne Geschäftsbereich in der von Ministerpräsident Hinrich Wilhelm Kopf geführten Kabinetts der Regierung des Landes Niedersachsen. 1948 trat er wie andere DDP-Politiker auch in die FDP über und gründete im selben Jahr zusammen mit Rudolf Garlichs den FDP-Ortsverband Minsen. Aus der Niedersächsischen Koalitionsregierung schied er – wie die übrigen Freie Demokraten – aus, da man sich nicht über ein Bodenreform- und Siedlungsgesetz einigen konnte. Als Vertreter des Niedersächsischen Landtags nahm Albers am 12. September 1949 an der ersten Bundesversammlung teil, die Theodor Heuss zum Bundespräsidenten wählte. 1951/52 war Albers stellvertretender Vorsitzender der FDP-Fraktion im Niedersächsischen Landtag. Auch 1954, als Heuss wiedergewählt wurde, war er Mitglied der Bundesversammlung.
Albers war außerdem ab dem 20. Dezember 1945 Landrat des Kreises Friesland und übte dieses Amt bis zu seinem Tode aus. Von 1952 bis 1961 war er noch Bürgermeister von Jever.

## Familie
Albers war verheiratet mit Elsa geb. Janssen (19. März 1891 – 12. Mai 1962), die ebenfalls aus Jever stammte.

## Ehrungen
- 1955: Verdienstkreuz (Steckkreuz) der Bundesrepublik Deutschland